# Mem Fox
Merrion Frances Fox (nacida Partridge; Melbourne, 5 de marzo de 1946) es una escritora y docente australiana.

## Carrera
En 1981 Fox inició estudios sobre alfabetismo. Ella misma comentó en una entrevista: "El alfabetismo se ha convertido en el centro de mi vida – es mi pasión, mi batalla y mi misión." Publicó libros sobre alfabetismo enfocados a un público infantil, sus padres y sus profesores. Fue profesora asociada de la Universidad de Flinders hasta su retiro en 1996. Luego de abandonar la docencia, Fox empezó a viajar alrededor del mundo promocionando sus libros infantiles. Tras un agresivo interrogatorio al que fue sometida por oficiales de inmigración en los Estados Unidos en febrero de 2017, Fox aseguró que probablemente jamás volvería a visitar ese país.

### Possum Magic
Fox escribió su primer borrador del aclamado libro Possum Magic en 1978 durante un curso de literatura infantil en la Universidad de Flinders. Nueve editores rechazaron el borrador en un periodo de cinco años. Cuando fue aceptado por Omnibus Books en Adelaida le fue exigido reducir la longitud del escrito. Possum Magic es actualmente uno de los libros ilustrados más populares de Australia, habiendo vendido cerca de 3 millones de copias en todo el mundo.

### Guess What?
El libro Guess What? fue ubicado en la posición No. 66 en una lista de 100 libros censurados en las escuelas de los Estados Unidos entre 1990 y 2000, debido principalmente a un supuesto contenido ocultista.

## Vida personal
Fox nació en Melbourne, Australia, pero se crio en Rhodesia del Sur. A los 18 años viajó a Inglaterra para unirse a una escuela de artes dramáticas.
En 1969 se casó con Malcolm Fox, un docente. Al año siguiente regresaron a Australia y en 1971 dio a luz a su única hija, Chloë Fox, quien llegaría a convertirse en miembro del Parlamento Australiano.